# Волоцкой, Михаил Васильевич
Михаил Васильевич Волоцкой (13 апреля 1893, Ростов, Ярославская губерния — 4 октября 1944, Москва) — советский антрополог, основоположник отечественной дерматоглифики, исследователь творчества и биографии Ф. М. Достоевского.

## Биография
Родился 13/25 апреля (в метрическом свидетельстве — 14 апреля) 1893 года в городе Ростове Ярославской губернии. В 1911—1918 годах Михаил Волоцкой учился в Императорском Московском университете (физико-математический факультет, специальность — антропология), после окончания университета в 1918 году остался на стажировку при профессоре Дмитрии Николаевиче Анучине. В студенческие годы жил в Козицком переулке (дом 3, кв. 10), с января 1918 года — на Страстном бульваре (дом 4, кв. 10). Михаил Васильевич работал в Институте экспериментальной биологии, входил в состав Русского евгенического общества, в котором Волоцкой был активным членом.
5 марта 1922 года — начало работы над книгой по изучению родословия Достоевских. После окончании работы над книгой «Хроника рода Достоевского» у Волоцкого были трудности с её изданием. В то время М. В. Волоцкой пишет письмо Анатолию Луначарскому:

Я обращаюсь к Вам с просьбой оказать свою помощь в трудном и длительном рождении моей работы на свет. Если бы удалось двинуть дело быстрым темпом, то есть еще надежда, что книга выйдет в юбилейном, 1931 году (110-летие со дня рождения Федора Михайловича Достоевского). Я надеюсь также, что она выйдет с обещанным Вами предисловием.
Книга «Хроника рода Достоевского» Михаила Васильевича была опубликована через три с лишним года, с предисловием психиатра Петра Михайловича Зиновьева.
В 1934 году Л. П. Гроссман писал Михаилу Васильевичу:

Это образцовая работа, увлекающая новизной постановки главной темы и свежестью собранных материалов. От всей души желаю Вам, себе и всем «достоевцам» скорейшего выхода второго тома.
Второй том книги не вышел, 10 лет жизни Михаил Васильевич Волоцкой занимался сбором материалов для книги, эти наработки хранятся в Российском государственном архиве литературы и искусства.
В 1938 году Михаилу Васильевичу без защиты диссертации была присуждена степень кандидата биологических наук, в 1940 году он стал доцентом.
С 1932 года и до конца жизни Михаил Васильевич был сотрудником НИИ антропологии Московского государственного университета.
Николай Васильевич Волоцкой является автором книг «Хроника рода Достоевского, 1506—1933», «Поднятие жизненных сил расы», «Классовые интересы и генетика», «Профессиональные вредности и потомство» и многочисленных статей, которые посвящены основам дерматоглифической методики в антропологии.

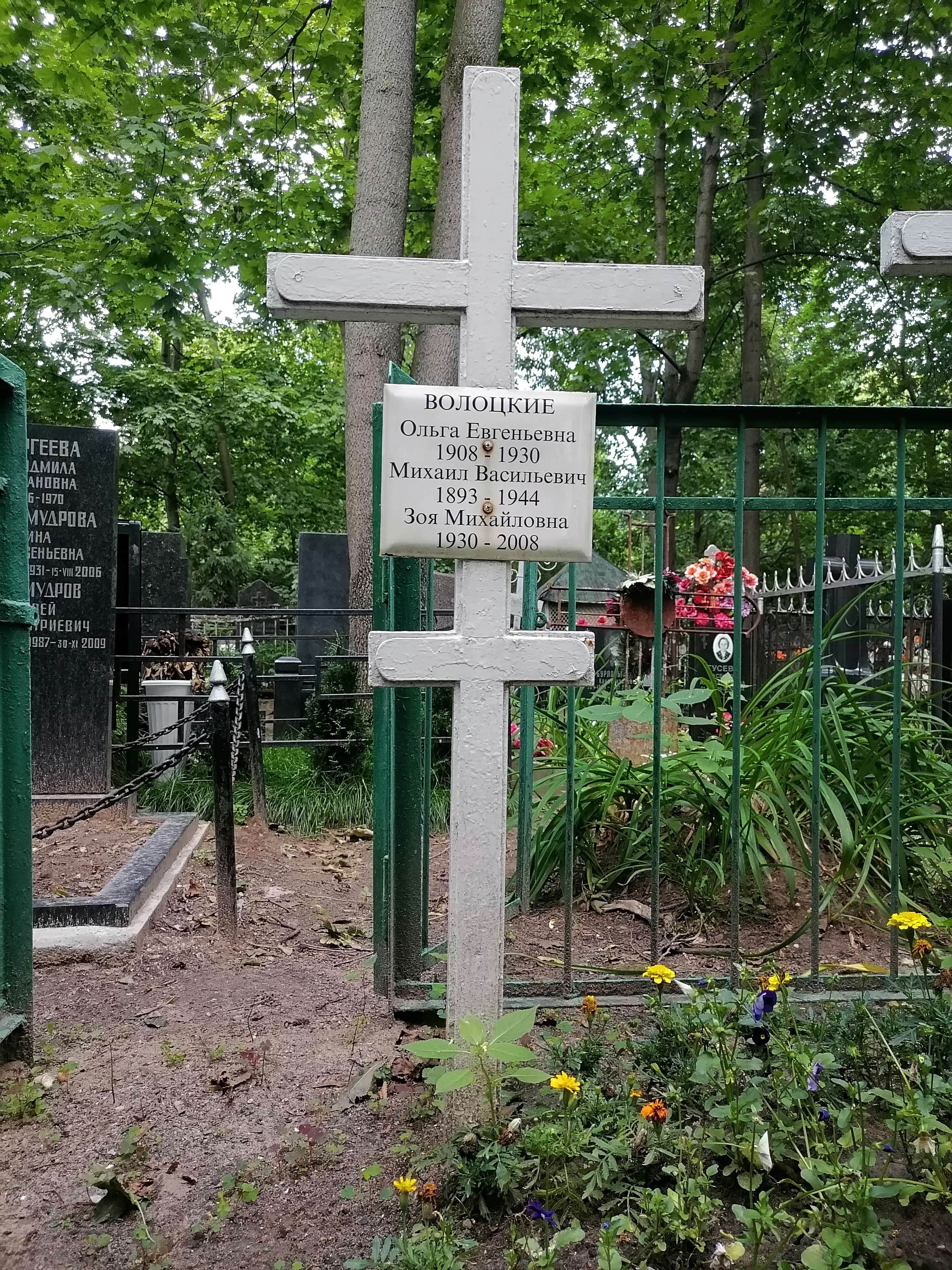
Могила на Ваганьковском кладбище

Скончался 4 октября 1944 года в Москве, похоронен на Ваганьковском кладбище (12 уч.).